# Vieux-Mesnil

Vieux-Mesnil este o comună în departamentul Nord, Franța. În 1 ianuarie 2022 avea o populație de 637 de locuitori.